# Dimorphodontidae
Dimorfodontidi (lat. Dimorphodontidae) bili su porodica ranih "ramforinkoidnih" pterosaura, nazvana po Dimorphodonu, koji je živio u razdoblju od kasnog trijasa do rane jure.
Harry Govier Seeley je 1870. prvi dao naziv porodici Dimorphodontidae (kao "Dimorphodontae"), s rodom Dimorphodon kao jedinim pripadnikom.
2003. godine je David Unwin definirao kladus Dimorphodontidae kao čvorni kladus koji se sastoji od posljednjeg zajedničkog pretka vrsta Dimorphodon macronyx i Peteinosaurus zambellii i svih njegovih potomaka. Te dvije vrste tada su bile jedini poznati dimorfodontidi. Ta skupina bila bi najprimitivniji kladus među pterosaurima, s izuzetkom Preondactylusa i sestrinske grupe Caelidracones unutar Macronychoptera.
Prema Alexanderu Kellneru, Dimorphodon nije u bliskom srodstvu s Peteinosaurusom, pa je taj koncept prema tome izlišan.